# Гринвилл (Алабама)
Гри́нвилл (англ. Greenville) — крупнейший город и административный центр округа Батлер, штат Алабама. Население по переписи 2020 года — 7374 человека.

## География
Находится в 70 км к юго-западу от административного центра штата, города Монтгомери. По данным Бюро переписи США, общая площадь города равняется 55,76 км², из которых 55,31 км² составляет суша и 0,46 км² — водные объекты (0,82 %). К западу от города проходит межштатная автомагистраль I-65, к востоку — шоссе . Гринвилл также пересекает шоссе , которое соединяет западные и восточные рубежи округа.

## История
Первоначальный центром округа являлся Форт-Дейл. 18 декабря 1821 года решением законодательного собрания штата главным городом стал Батсвилл, названный в честь капитана Сэмюэла Баттса, погибшего во время крикской войны близ современного Таскиги, округ Мейкон. Поселенцы обратились в законодательное собрание с петицией о переименовании города в Гринвилл. 28 декабря 1822 года город получил новое название. Впоследствии было возведено здание суда, которое сгорело в 1852 или 1853 году. Согласно некоторым источникам, город какое-то время носил название Батлерсвилл, этим именем пользовался окружной клерк и почтмейстер Натан Кук. Однако пожар в здании суда уничтожил все ранние записи, включая карты города, на которых, возможно, упоминалось такое название. В 1855 году через Гринвилл была проложена железная дорога, соединившая его с Монтгомери, Бирмингемом и Нашвиллом на севере и Мобилом и Новым Орлеаном на юго-западе. Эти события, наряду с освоением земель в южной части округа, способствовали экономическому росту. В 1871 году ветхое здание суда было снесено и заменено кирпичным. Гринвилл являлся центром хлопковой торговли. Этому способствовало возведение в конце XIX века железной дороги Луисвилл—Нашвилл. Новое здание суда в викторианском стиле было построено в 1904 году; его купол был заменён в 1977 году. В городе и регионе в целом развитие получила деревообрабатывающая промышленность, благодаря обилию насаждений восточных красных кедров.

## Население
| Год переписи                    | Нас. |        | %±     |
| ------------------------------- | ---- | ------ | ------ |
| 1870                            | 2856 |        | —      |
| 1880                            | 2471 |        | −13,5% |
| 1890                            | 2806 |        | 13,6%  |
| 1900                            | 3162 |        | 12,7%  |
| 1910                            | 3377 |        | 6,8%   |
| 1920                            | 3471 |        | 2,8%   |
| 1930                            | 3985 |        | 14,8%  |
| 1940                            | 5075 |        | 27,4%  |
| 1950                            | 6731 |        | 32,6%  |
| 1960                            | 6894 |        | 2,4%   |
| 1970                            | 8033 |        | 16,5%  |
| 1980                            | 7807 |        | −2,8%  |
| 1990                            | 7492 |        | −4%    |
| 2000                            | 7228 |        | −3,5%  |
| 2010                            | 8135 |        | 12,5%  |
| 2020                            | 7374 |        | −9,4%  |
| 2021                            | 7263 | [ 10 ] | −1,5%  |
| 1870–2021 U.S. Decennial Census |      |        |        |

По переписи населения 2020 года в городе проживало 7374 жителя. Плотность населения — 133,32 чел. на один квадратный километр. Расовый состав населения: чёрные или афроамериканцы — 58,2 %, белые — 35,58 %, испаноязычные или латиноамериканцы — 1,8 % и представители других рас — 4,42 %.

## Экономика
По данным переписи 2020 года, средний годичный доход домохозяйства составляет 41 012 долларов, что на 8,56 % ниже среднего уровня по округу и на 21,18 % ниже среднего по штату. Доля населения, находящегося за чертой бедности, — 23,3 %.

## Образование
Система образования города состоит из двух начальных и двух средних школ. Функционируют также частная школа «Академия Форт-Дейла» и общественный колледж Лурлин Уоллес.

## Галерея

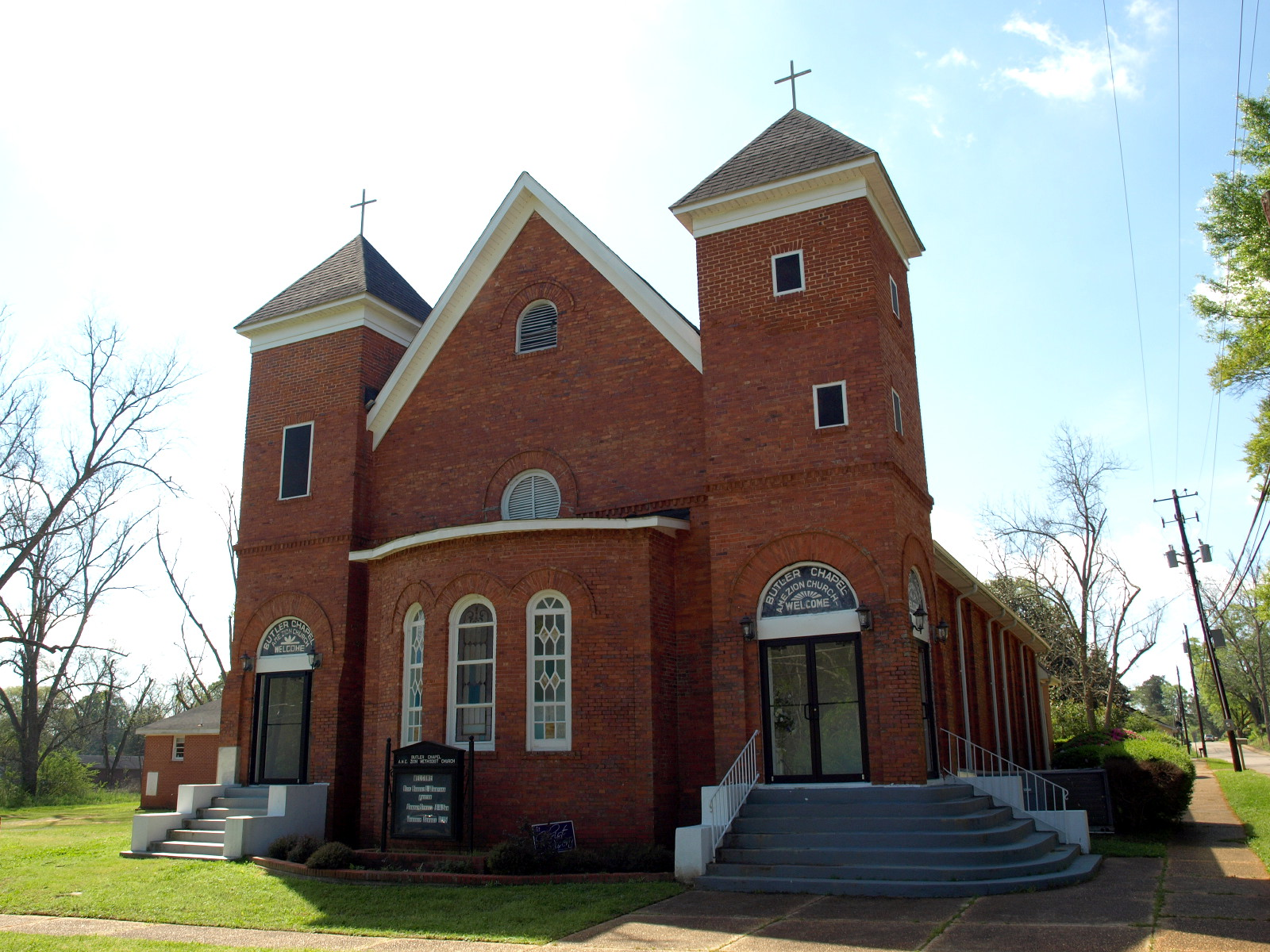
Часовня
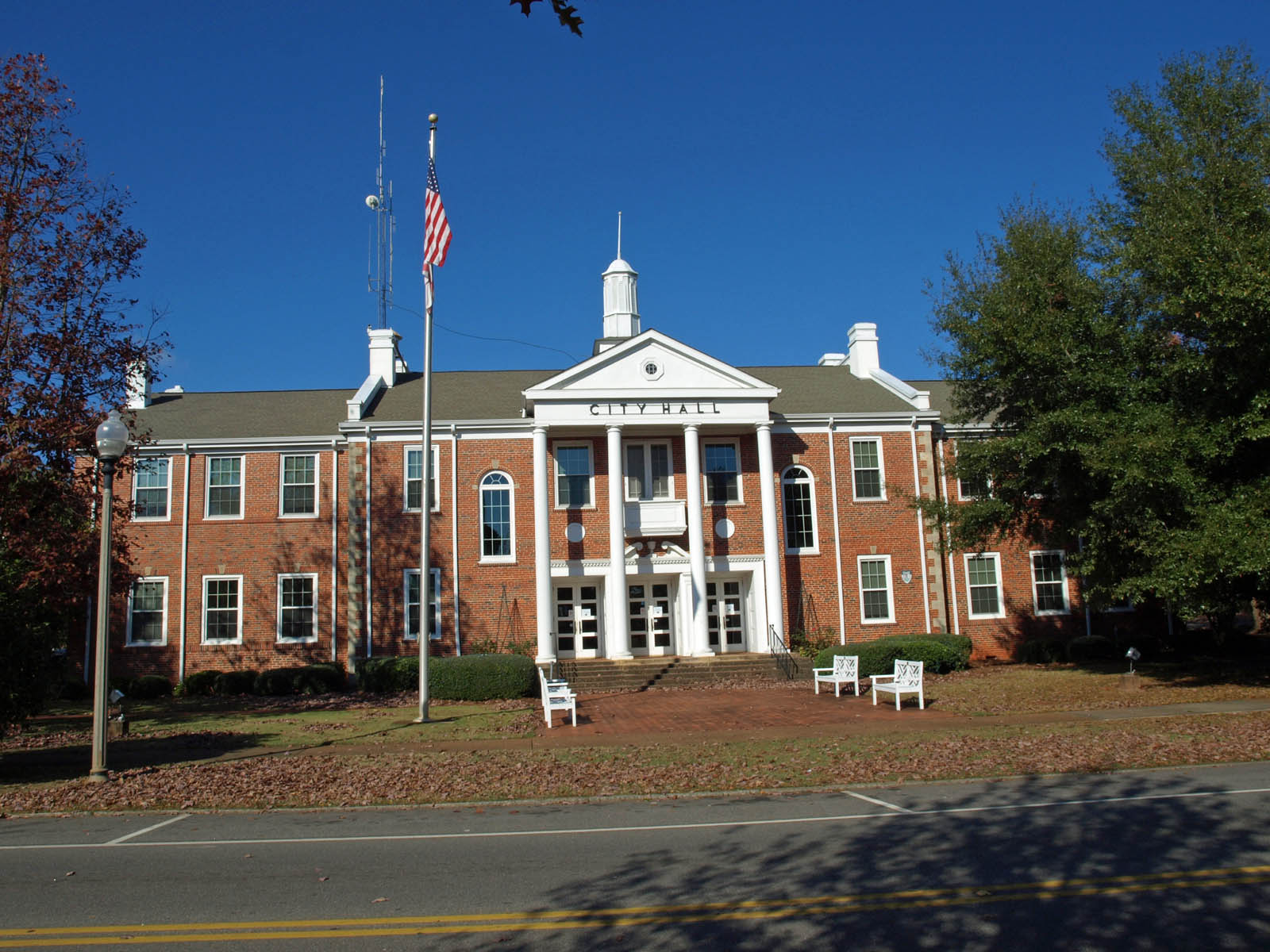
Мэрия города
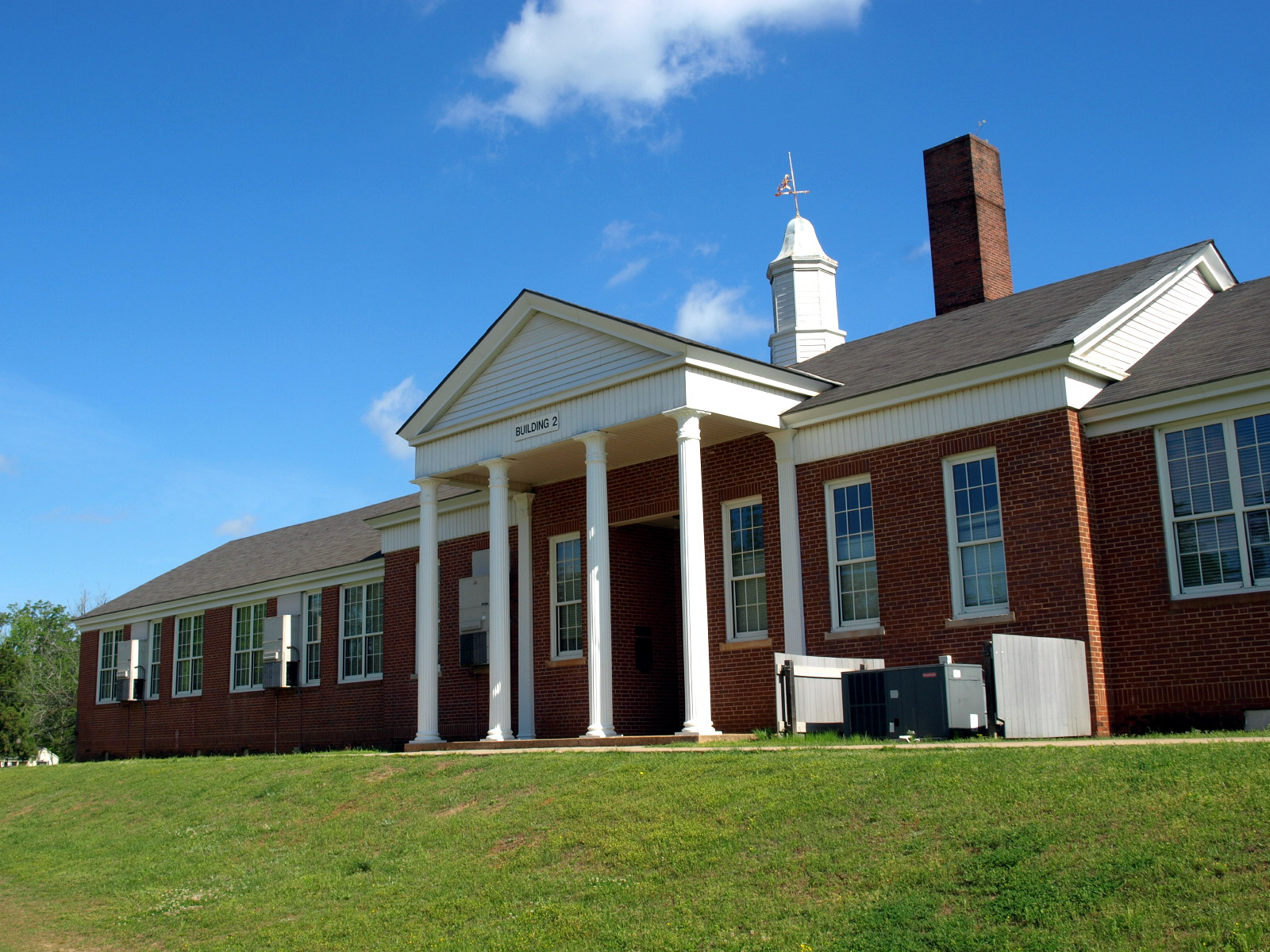
Школа
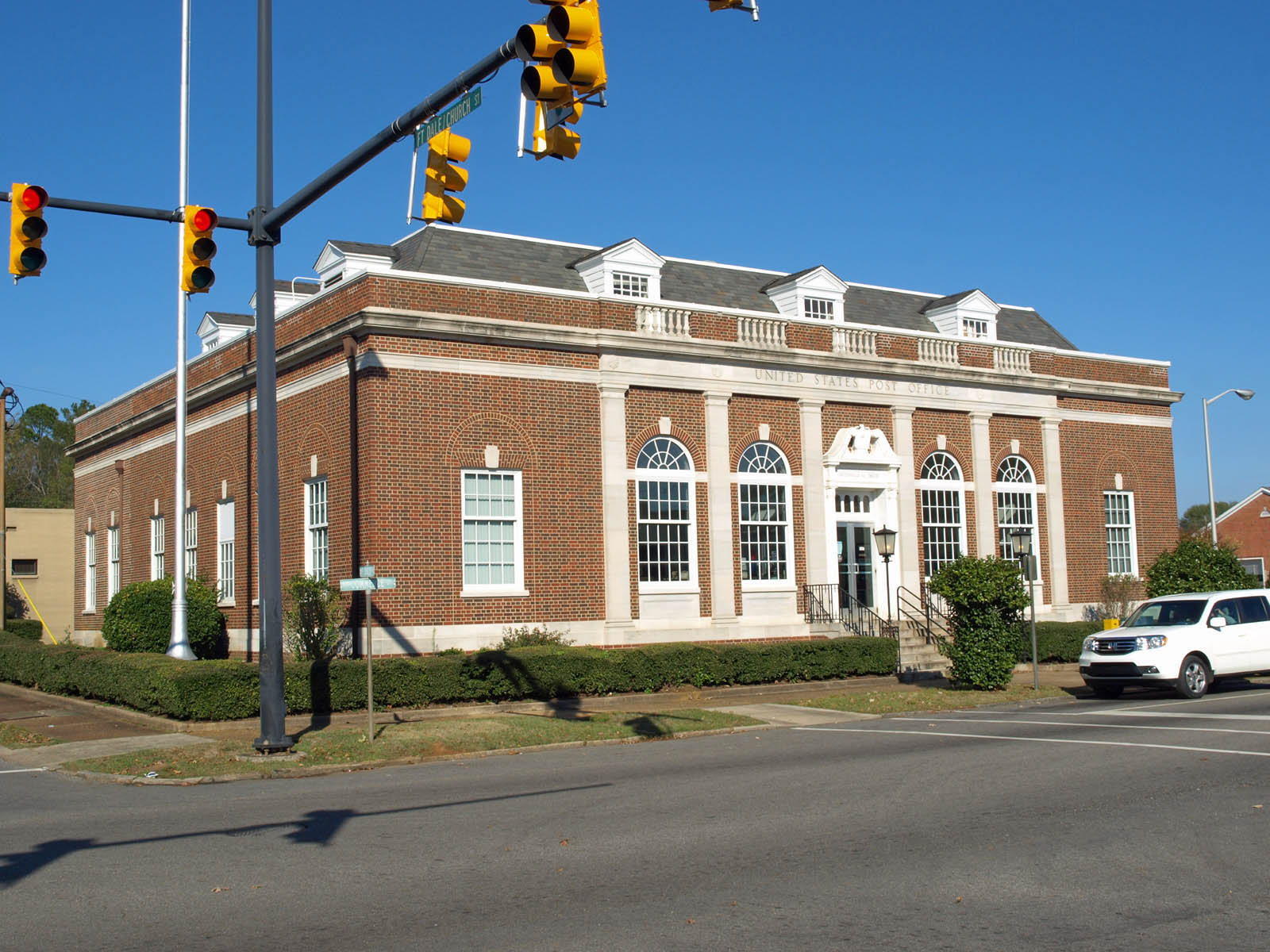
Почтовое отделение
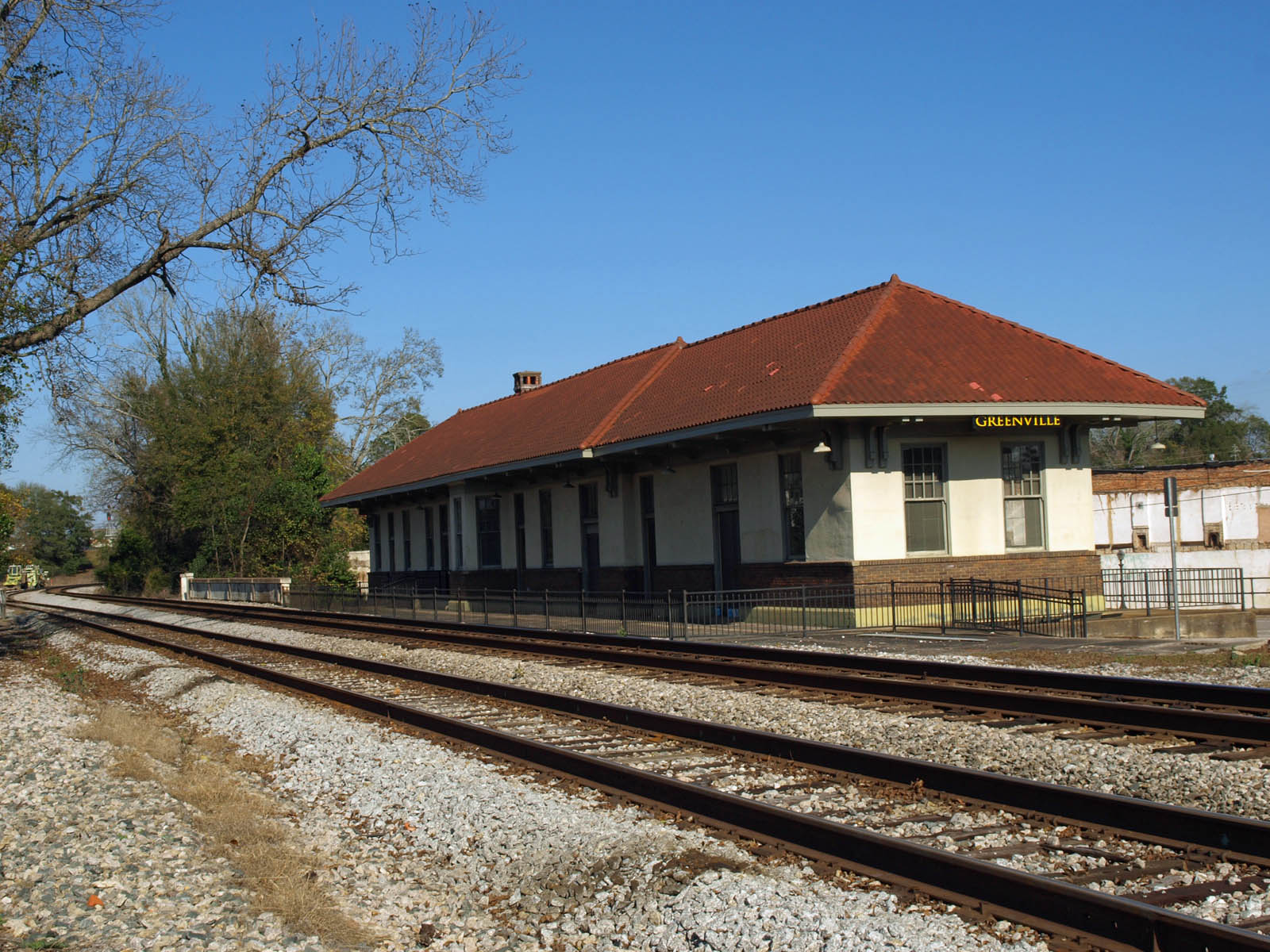
Железнодорожное депо
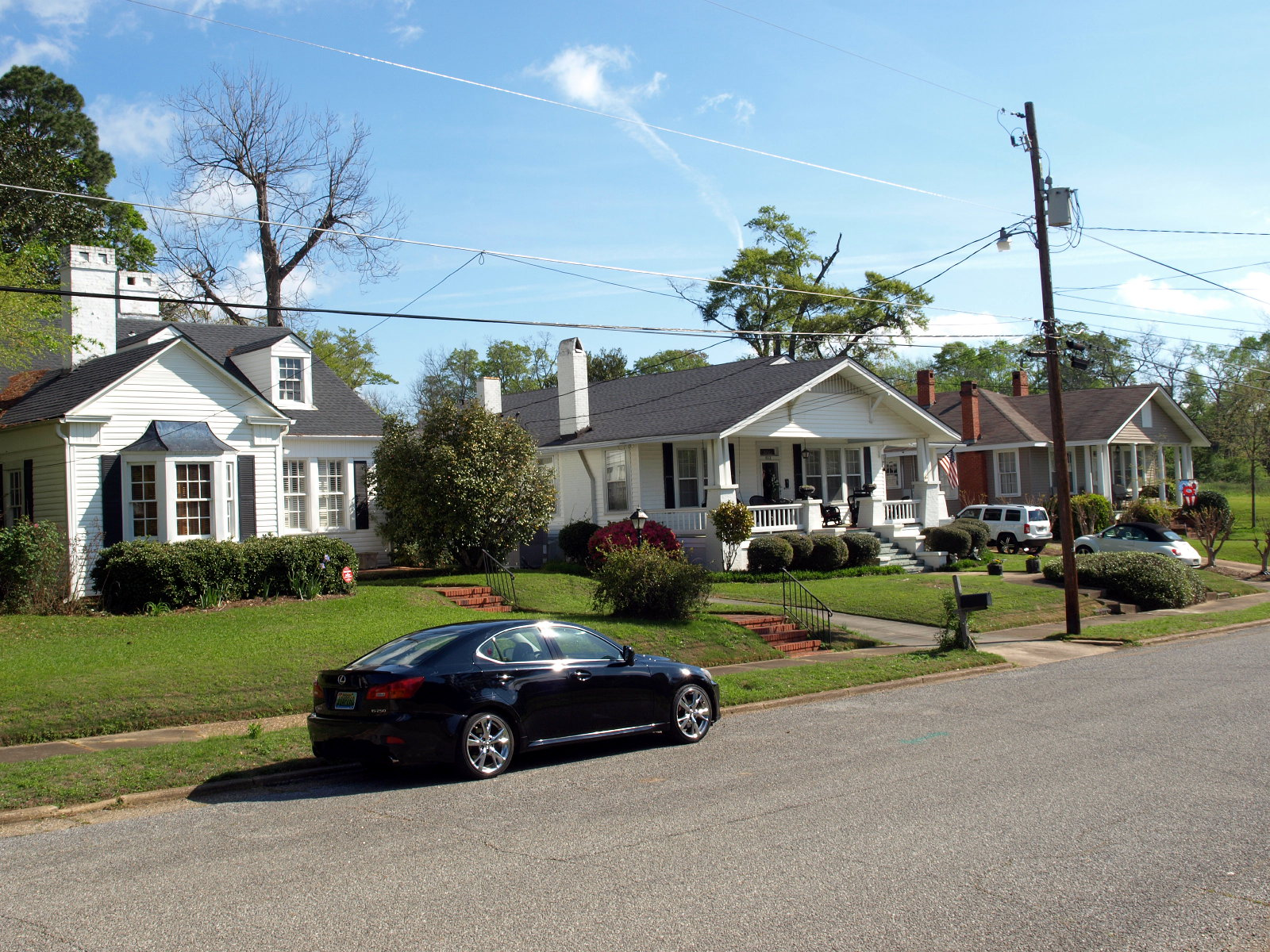
Южная улица